# Komora chromatograficzna
Komora chromatograficzna – naczynie do przeprowadzania chromatografii cienkowarstwowej lub bibułowej.
Jest to najczęściej prostopadłościenne lub walcowate przezroczyste szklane naczynie ze szczelną pokrywką, w którym można umieścić pionowo płytkę TLC lub pasek bibuły do chromatografii bibułowej. W celu stabilizacji pozycji paska lub płytki komora często jest wyposażona w nacięcia na ściankach lub wypustki na nich lub na denku, by zapobiec ześlizgiwaniu się płytki.
Komory występują w różnych rozmiarach i pozwalają pomieścić od jednej małej płytki TLC (w postaci paska) do kilku dużych. Na dno komory chromatograficznej nalewa się pewną ilość eluentu (zwanego w chromatografii cienkowarstwowej (TLC) i chromatografii bibułowej układem rozwijającym), tak by po zanurzeniu płytki lub paska poziom cieczy znajdował się poniżej naniesionych substancji, po czym zamyka się ją i czeka, aż pary eluentu wysycą środowisko (zapewnia to dobrą jakość rozdziału).
Rozdział prowadzi się także w zamkniętej komorze, by zapewnić stabilne środowisko trwale wysycone parami eluentu i zapobiec jego stratom przez parowanie.